# Pàvel Morozenko
Pàvel Seménovitx Morozenko, rus: Павел Семёнович Морозенко, ucraïnès: Павло Семенович Морозенко, (Snijné, óblast de Donetsk, RSSU, 5 de juliol de 1939 – Óblast de Rostov, RSFSR, 14 de juliol de 1991) fou un actor cinema i teatre soviètic.
El 1960, Morozenko es va graduar de la Universitat Nacional de Teatre, Cinema i TV a Kíev. En aquest mateix any, Morozenko va fer el seu debut al cinema interpretant el paper principal masculí en el melodrama militar Roman and Francesca, dirigit per Vladímir Deníssenko (Basat en la trama d'una commovedora història d'amor entre un mariner soviètic de nom Roman, i una noia senzilla italiana de nom Francesca, que acaben separant-se a causa de la Gran Guerra Pàtria). A causa que el tiroteig es va dur a terme a la ciutat de Sotxi, amb els magnífics paisatges de la ciutat del sud, i més d'un gran elenc d'actors (el paper principal femení va ser interpretat per l'actriu soviètica Ludmila Gurtxenko), aquesta pel·lícula ha estat una de les més aclamades de la història, per l'audiència soviètica.
El 1967, Morozenko va protagonitzar un dels papers principals en la pel·lícula Zhenya, Zhenechka i Katyusha, dirigida per Vladímir Motil. Aquesta pel·lícula li va atorgar una gran fama als actors que la van protagonitzar (l'elenc de la pel·lícula inclou a Oleg Dahl, Galina Figlovskaia, Mikhaïl Kokxenov, i el popular cantant soviètic Mark Bernés).
Durant 31 anys de la seva carrera, Morozenko va protagonitzar més de 30 pel·lícules, ia més va col·laborar en les obres de diversos teatres russos, com el Teatre Acadèmic de Kíev "Ivan Franko", el Teatre Dramàtic Rus "Nikolayev Vasily Chkalov", el Teatre Dramàtic de Rostov del Do "Màxim Gorki" i el Teatre Mayakovsky.
El 1973, Morozenko va ser guardonat amb el premi d'Artista Homenatjat de la República Socialista Soviètica d'Ucraïna.
Va morir a Óblast de Rostov, RSFSR, el 14 de juliol de 1991, als 52 anys.